# Городская клиническая больница № 2 имени В. И. Разумовского
Городская клиническая больница № 2 имени В. И. Разумовского в городе Саратове — одно из старейших лечебных учреждений России.
Общая площадь её территории составляет 4,2 га, площадь застройки — 1,2 га. В больнице работали такие выдающиеся деятели российской медицины, как профессор В. И. Разумовский (хирург, первый ректор Саратовского университета),
С. И. Спасокукоцкий, А. Н. Бакулев, Н. Р. Иванов, В. Р. Ермолаев, А. Л. Гамбург, Э. Ш. Халфен и другие.

## История
В Саратовской губернии в конце XVIII — начале XIX века периодически вспыхивали эпидемии холеры, дизентерии, кори. Смертность от холеры составляла более 50 процентов. Население при всех проблемах со здоровьем привыкло обращаться к знахарям, которые лечили в основном молитвами и заговорами. В 1803 году дворянство губернии начало сбор добровольных пожертвований для строительства больницы, где могли бы получить помощь в том числе и неимущие слои населения. Император Александр I одобрил эту идею и лично внёс 10 000 рублей на осуществление проекта. Остальные деньги были пожертвованы дворянством и купечеством, и в 1806 году был открыт первый корпус Александровской губернской больницы (получившей имя в честь императора). Позднее больница стала расширяться, был создан пункт переливания крови, станция скорой помощи, развивалась хирургия и другие отрасли медицины. 
С началом Великой Отечественной войны все силы были брошены на лечение раненых. Наибольшее развитие учреждения наблюдалось в послевоенный период, когда государство стало активнее поддерживать здравоохранение.

## Современное состояние
Больница имени Разумовского является многопрофильным медицинским учреждением. Она является базой для семи кафедр СГМУ. Больница оказывает стационарную и амбулаторно-консультативную помощь в области хирургии, хирургии органов грудной клетки, гнойной хирургии, гинекологии, онкологии, травматологии и ортопедии, инфекционных болезней, реанимации и анестезиологии, психиатрии, заболеваний молочной железы, выполняет широкий спектр лабораторных исследований, УЗИ-диагностику, рентгенологические и эндоскопические исследования, проводит физио- и иглорефлексотерапию.
Больница имени Разумовского наиболее низкий показатель летальности среди лечебно-профилактических учреждений города Саратова от острого инфаркта миокарда (12 %). Единственной в городе является вирусологическая диагностическая лаборатория.

## Структура
- 1-е хирургическое отделение (экстренная хирургия) на 50 коек;
- 2-е хирургическое отделение (гнойная хирургия) на 49 коек;
- 3-е онкологическое отделение (плановое) на 30 коек;
- 4-е травматолого-ортопедическое отделение на 46 коек;
- 5-е хирургическое торакальное отделение на 30 коек;
- 9-е гинекологическое отделение на 35 коек;
- 14-е инфекционное отделение на 40 коек;
- 18-е инфекционное отделение на 25 коек;
- 20-е психиатрическое отделение на 30 коек;
- 21-е психиатрическое отделение на 30 коек;
- отделение реанимации и интенсивной терапии на 25 коек;

Также имеется дневной стационар на 13 коек (10 психиатрических и 3 койки для производства абортов).
Есть собственный травматологический пункт, отделение анестезиологии-реанимации и восемь параклинических отделений.

## Психиатрическая служба больницы
Терапия психических расстройств в Городской клинической больнице № 2 неразрывно связана с научно-исследовательской работой. Кафедра психиатрии
Саратовского медицинского университета была создана в 1923 году и расположилась в одном из корпусов больницы, в 1924 году здесь создано небольшое психоотделение.
С деятельностью кафедры связаны имена психотерапевта-гипнолога Подъяпольского, И. С. Сумбаева, А. К. Стрелюхина, М. С. Певзнера и многих других.
С середины 50-х гг. в клиническую практику вошли психотропные препараты. Разработку методов их применения осуществлял профессор А. Л. Гамбург. Его имя в Саратове стало нарицательным.
Талантливый врач и учёный, блестящий лектор, он был разносторонне образованным человеком. Он возглавлял кафедру психиатрии более тридцати лет.
В настоящее время психиатрическая служба больницы представлена отделениями № 20 и 21 (70 коек, из которых 10 выделены под дневной стационар). Сюда на плановую госпитализацию направляются больные, сложные в диагностическом плане, а также имеющие резистентность к психофармакологическим средствам.